# Pause-Alich

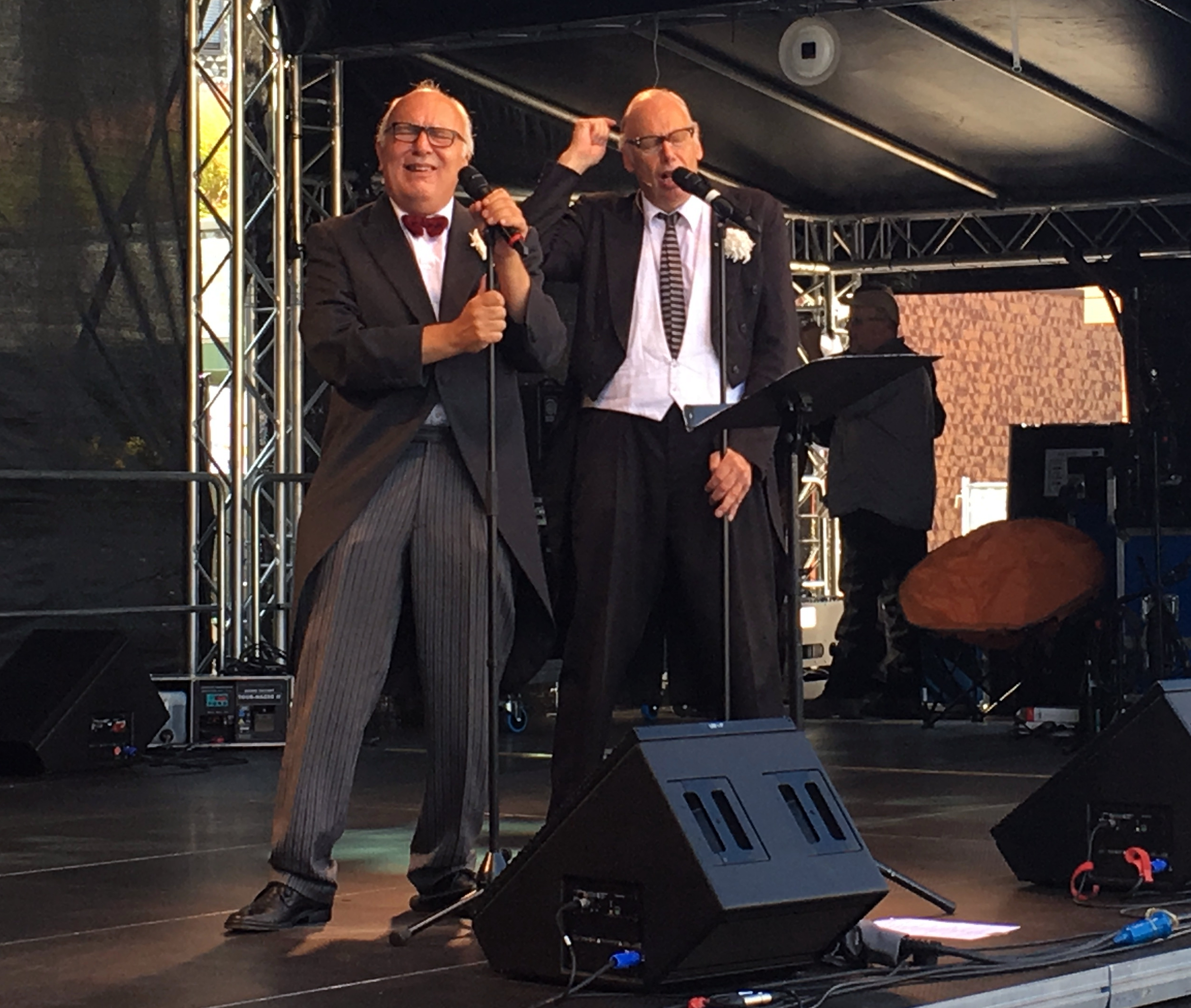
Norbert Alich (links) als Hermann Schwaderlappen und Rainer Pause (rechts) als Fritz Litzmann (2016)

Pause-Alich ist ein 1990 in Bonn gegründetes Kabarett-Duo mit den Schauspielern und Kabarettisten Norbert Alich und Rainer Pause, dem Begründer des Pantheon-Theaters.
Das Duo ist auch bekannt unter den Namen ihrer Bühnen-Alter-Egos: „Fritz & Hermann“, also „Fritz Litzmann“ (Rainer Pause) und „Hermann Schwaderlappen“ (Norbert Alich).

## Bisherige Produktionen
- „Grenzenlos“ (1990)
- „Piranjas“ (1991)
- „Apokalypse“ (1994)
- „Best off“ (1995)
- „Die Tut-uns-leid-Tour“ (1999)
- „Kopf hinhalten“ (2003)
- „Zusammen Halten“ (2005)
- „Durchstarten“ (2008)
- „Fritz & Hermann“ (WDR) (2006–2010)
- „Pink Punk Pantheon“ (1983–heute)
- „Oberwasser“ (2011)
- „Früchte des Zorns“ (2015)
- „Alles neu!“ (2019)

## Auszeichnungen
- 1991 – Morenhovener Lupe
- 1992 – Kritikerpreis des Komödiantenpreises
- 2002 – Mindener Stichling – Gruppenpreis